# Bibliothèque nationale d'Andorre
La Bibliothèque nationale d'Andorre (Biblioteca Nacional d'Andorra en catalan) est créée en 1930. C'est là que sont gérés le dépôt légal et les droits de copie pour l'Andorre.